# Myoxanthus fimbriatus
Myoxanthus fimbriatus är en orkidéart som beskrevs av Carlyle August Luer och Alexander Charles Hirtz. Myoxanthus fimbriatus ingår i släktet Myoxanthus och familjen orkidéer. Inga underarter finns listade i Catalogue of Life.